# Rocka Rolla (canción)
«Rocka Rolla» es una canción de la banda británica de heavy metal Judas Priest, incluida como la segunda pista del álbum homónimo y lanzado como el único sencillo de este en agosto de 1974, convirtiéndose así en el sencillo debut del grupo.
A diferencia del sonido característico de la banda, el sencillo posee una mezcla entre hard rock y rock psicodélico que incluye cortos solos de guitarra por parte de Downing y Tipton, como también posee un corto solo de armónica tocado por Halford. Durante la gira promocional del álbum se tocó en vivo, donde se excluyó la parte de la armónica y además los coros de Tipton eran cantados algunas notas más altas que la versión original. 
El principal registro audiovisual que existe fue grabado en el programa de la BBC The Old Grey Whistle Test en 1975, que fue remasterizado para el DVD Electric Eye de 2003.

## Lista de canciones
| N.º | Título            | Escritor(es)             | Duración |  |
| 1.  | «Rocka Rolla»     | Downing, Halford, Tipton | 4:02     |  |
| 2.  | «Never Satisfied» | Downing, Al Atkins       | 4:53     |  |

## Músicos
- Rob Halford: voz y armónica
- K.K. Downing: guitarra eléctrica
- Glenn Tipton: guitarra eléctrica y coros
- Ian Hill: bajo
- John Hinch: batería